# Subergorgiidae
Die Subergorgiidae sind eine Familie der Achtstrahligen Korallen (Octocorallia), die in flachen bis mäßig tiefen Bereichen des tropischen Indopazifiks vorkommt.

## Merkmale
Wie fast alle Oktokorallen bilden die Arten der Familie Subergorgiidae Kolonien, die aus vielen Einzelpolypen mit jeweils acht Tentakeln bestehen. Die Kolonien sind aufrecht und planar (nur zu zwei Seiten) verzweigt, wobei die Zweige oft netzartig verwachsen sind. Die Skelettachse besteht aus ineinandergreifenden, teilweise verschmolzenen Skleriten, eingebettet in eine proteinhaltige Matrix. Die Skelettachse (Medulla) ist durch einen Ring von Kanälen vom äußeren Coenenchym getrennt. Die Sklerite der Skelettachse sind lang, glatt, verzweigen und gewunden. Die Polypen sind monomorph, können sich zurückziehen und sind rund um die Zweige oder nur an zwei gegenüberliegenden Seiten der Zweige angeordnet. Die Sklerite der Polypen haben die Form abgeflachter, gebogener Spindeln und sind kragenförmig oder als Spitzen angeordnet. Auf der Außenhaut haben die Sklerite die Form höckrige Spindeln oder Ovale, kleiner Doppelköpfe und Doppelräder. Die Arten der Familie Subergorgiidae leben nicht mit Zooxanthellen in einer Endosymbiose und sind ausschließlich auf planktonische Nahrung angewiesen.

## Gattungen

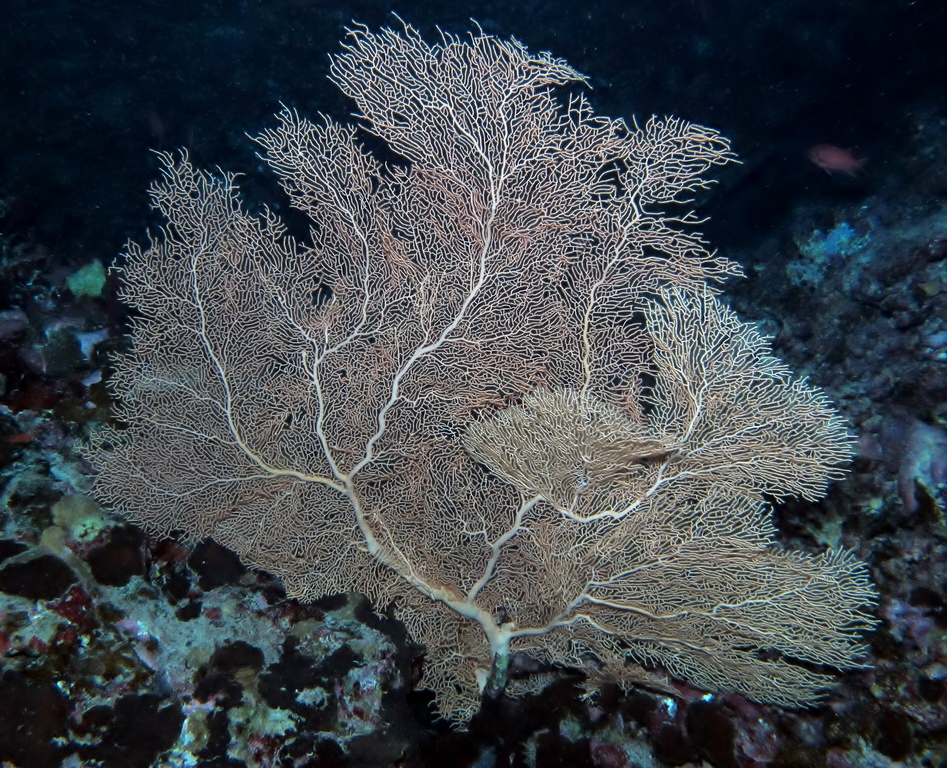
Annella mollis

Zur Familie Subergorgiidae gehören zwei Gattungen:
- Annella Gray, 1859
- Subergorgia Gray, 1857